# Rodolfo Torti
Rodolfo Torti (Roma, 24 giugno 1947) è un fumettista italiano.

## Biografia
Dopo essersi diplomato nel 1965 presso l'Istituto professionale di Stato per la Cinematografia e la Televisione, inizia a lavorare nell'animazione e nella grafica pubblicitaria. Realizza due film didattici per la Corona Cinematografica e, con lo pseudonimo di Guglielmi (dal cognome materno), si dedica alla pittura eseguendo opere esposte in mostre nazionali e internazionali.  Nel 1975 espone al Palazzo delle Esposizioni nell'ambito della X Quadriennale di Roma. Sue tele sono oggi ospitate dal Museo Nazionale d’Arte Moderna di Merseburg in Germania e da importanti collezioni private statunitensi.
Nel 1970 inizia a dedicarsi al fumetto, realizzando alcune storie pubblicate sulla rivista Croce di Guerra per l’editrice Aprea. Seguono nel 1973 due serie per il settimanale Nuovo Flash dell'editore romano Corbi: Hud Kelly, un western, e il poliziesco Mary Dytle. Determinante si rivelerà in questa fase l’incontro con Ruggero Giovannini, all'epoca direttore artistico dell'Eura Editoriale e considerato da Torti il proprio maestro. Prende così avvio la sua collaborazione con i settimanali Lanciostory e Skorpio.
Nel 1976 partecipa insieme allo sceneggiatore Marco Di Tillo a un concorso del quotidiano Paese Sera per una nuova striscia italiana con il buffo personaggio dello Yeti, che si classifica ai primi posti e viene poi pubblicato settimanalmente da Lanciostory e quindi dai Quaderni del sale. Dal 1979 disegna per Il Giornalino storie di Firemen, Area di Servizio e Rosco e Sonny, serie ideata da Claudio Nizzi che eredita da Giancarlo Alessandrini. Nello stesso periodo disegna per Il Giornalino alcune puntate delle serie I grandi del jazz e I grandi del calcio, sempre su testi di Di Tillo. I grandi del jazz verrà riproposta sotto forma di tavole quotidiane da Il Giorno di Milano.
Nel 1984 disegna Jan Karta, serie scritta da Roberto Dal Prà che viene inizialmente pubblicata sulle pagine di Orient Expresse poi proseguita dalla Comic Art, casa editrice di cui Torti diventa anche responsabile artistico e per il cui omonimo mensile realizza, su testi di De Angelis, una miniserie a colori dal titolo Storie di Natale, pubblicata sui numeri dicembrini della rivista. Con De Angelis realizza anche la serie Johnson, pubblicata sul mensile L'Eternauta.
Nel 1989 avviene l'approdo alla Sergio Bonelli Editore sulle pagine di Nick Raider, per cui disegna un solo episodio in collaborazione con Iginio Straffi, per poi passare nel 1993 sulle pagine di Martin Mystère, testata per cui lavora da allora.
Nel 1995 riceve il premio Yellow Kid come miglior disegnatore italiano.
Nel 2002 diventa giornalista pubblicista.
Dal 2008 al 2010 torna a collaborare con l'Eura Editoriale disegnando, su testi di Lorenzo Bartoli, alcune storie di Trapassati Inc., le avventure settimanali di John Doe.
Nel 2009 la collana I Maestri del Fumetto - iniziativa varata da Panorama e Il Sole 24 Ore per tributare un omaggio ad "alcuni dei più grandi autori di fumetti italiani ed internazionali" - pubblica in volume cartonato Rosco & Sonny, i fumetti di Rodolfo Torti sceneggiati da Claudio Nizzi
Nel 2016 insieme a Giancarlo Alessandrini, Franco Devescovi e Lucio Filippucci pubblica l'albo cartonato Martin Mystère Fuori tempo, volume che raccoglie le avventure dell'indagatore dell'occulto sceneggiato da Alfredo Castelli.
Nel 2017, su testi di Roberto Dal Prà e Massimo Filadoro, disegna per l'Editoriale Aurea (nuova denominazione dell'Editoriale Eura), La mano della donna rossa, la prima di tre storie aventi per protagonista il detective Caniveau.
Ad agosto del 2019 fa il suo esordio come disegnatore di Tex firmando il quindicesimo “Color Tex”, contenente una lunga storia completa (160 pagine a colori) scritta da Claudio Nizzi e intitolata Un capestro per Kit Willer.
Insegna " tecnica e linguaggio dei fumetti" presso la Scuola Internazionale di Comics di Roma
È padre del disegnatore Riccardo Torti.

## Riconoscimenti
- Premio Yellow Kid al Salone Internazionale dei Comics (1995)